# 奥利弗打字机公司
奥利弗打字机公司（英語：Oliver Typewriter Company）是总部位于芝加哥的美国打字机制造公司，生产的奥利弗打字机是历史上第一种“可视打印”打字机，即打字员可以看到输入之字符。奥利弗打字机主要面向家庭用户推广，地方销售商和用户可以赊销。1895至1928年间，公司生产的打字机超过一百万台，还授权多家国际公司采用其设计生产。
受竞争压力和资金问题的共同影响，公司于1928年清算。投资人买下公司资产后组建英国奥利弗打字机公司，继续生产或授权其他厂商生产奥利弗打字机直至20世纪50年代末倒闭，最后一台产品于1959年問世後，奥利弗打字机终于成为历史。

## 历史

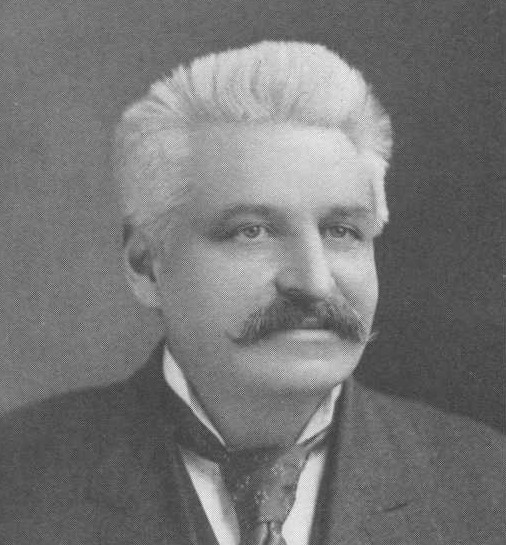
托马斯·奥利弗

### 托马斯·奥利弗
托马斯·奥利弗于1852年8月1日在加拿大安大略省的胡士托出生。起初他对宗教产生兴趣，在母亲去世后迁居爱荷华州琼斯县的蒙蒂塞洛（Monticello），成为循道宗牧师。1888年，奥利弗开始用罐头制作自己的第一台打字机，希望能让布道的文字更加清晰易读。1891年4月7日，他首次获得打字机专利，美国专利号为“450,107”。经过四年开发，奥利弗终于制出一台包含500个零件的“粗糙工作模型”，然后辞去牧师职务搬到迪比克县埃普沃思（Epworth），这里的投资人愿意提供1万5000美元本钱（相当于2025年的567,000美元），奥利弗于是租下一套楼房生产打字机。
奥利弗在芝加哥推销打字机期间遇到商人德拉文·史密斯（Delavan Smith），后者对机器产生兴趣并买下爱荷华州投资人的股份。奥利弗获得公司65%的控股并保留继续开发打字机的权利，同时享有3000美元年薪（相当于2025年的113,000美元）。1909年2月9日，奥利弗因心脏疾病突然去世，终年56岁。

### 伊利诺伊州时期
奥利弗打字机公司从1895年开始经营，公司总部在芝加哥克拉克和兰多夫街角某幢大楼的九楼。1896年，生产车间从爱荷华州迁至伊利诺伊州麦克亨利县县城伍德斯托克（Woodstock），当时伍德斯托克市政府把曾由惠勒和塔潘公司（Wheeler and Tappan Company）使用的空置厂房无偿送给奥利弗打字机公司使用，条件是公司至少要在这里运作五年。整个工厂分成六大部门：敲键、运输、装配、制表与调整、检验，以及调准室。1907年，公司总部迁至新落成的奥利弗大厦（the Oliver Building），这里如今已是国家史迹名录中的芝加哥地标。

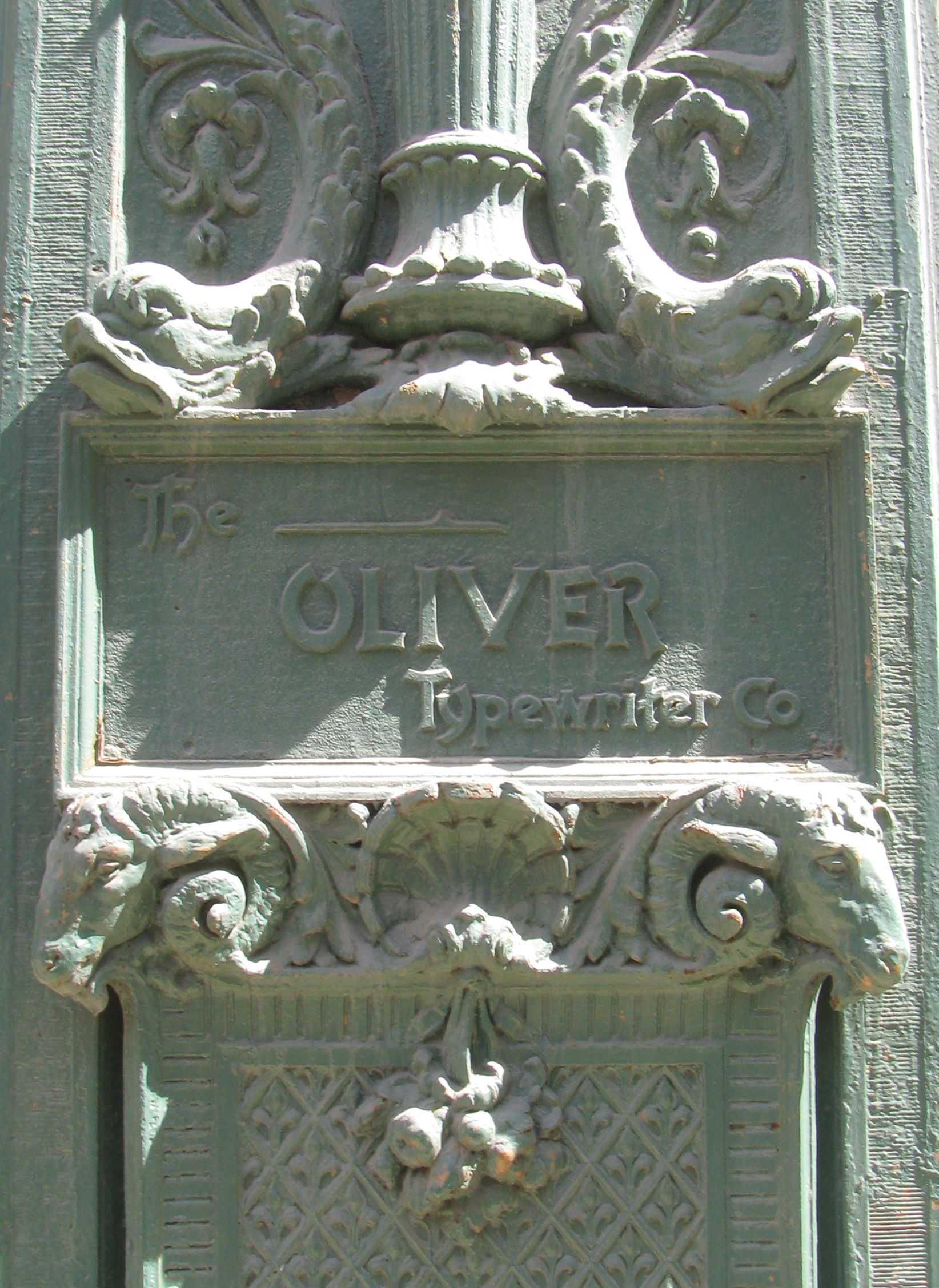
奥利弗大厦上的公司名称和装饰物

从1899年开始，公司通过鼓励客户代理所在地的销售工作建立营销网络。这种营销手段主要依赖口碑，鼓舞人们直接向自家邻居推销（户对户销售），并且1905年后还开始赊销。但到了20世纪10年代末，随着市场竞争的日益激烈，公司逐渐取消地方业务网络，用省下的佣金将打字机单价从100美元（相当于2025年的1,800美元）减半。此举令销量显著上升，公司达到拥有875名工人，每天出产375台打字机的高峰。
除伊利诺伊州外，奥利弗打字机公司还在巴尔的摩、水牛城、克里夫兰、堪萨斯城、明尼阿波利斯、纽约、奥马哈、圣路易斯、旧金山和西雅图开有分公司，但在1917年3月公司转向邮购业务后，这些分公司全部关闭。1921至1922年间，美国出现轻度经济衰退，导致大量客户违约，他们的打字机因此由公司收回。公司最终决定不再贷款，董事会于1926年投票决定清算公司。最终只保留切斯特·纳尔逊（Chester Nelson）一名雇员监督公司清算进程。

### 英国奥利弗打字机公司
1928年，买下奥利弗打字机公司资产的投资人在英格兰的克罗伊登组建英国奥利弗打字机公司。新公司起初继续按原有的三行键盘设计生产打字机，但1931年又开始生产德国设计的四行键盘“福图纳”打字机。1935年，公司在获得授权后开始生产 20型打字机，即霍尔达-诺登标准打字机。不过，随着第二次世界大战爆发，英国政府下单采购大量三行键盘式. 15型打字机，英国奥利弗公司于是又重新装备生产线，恢复生产原来的奥利弗设计。
1947年左右， 20型打字机恢复生产，公司此时还开始向欧洲另外多家厂商授权生产奥利弗牌打字机。标准的桌面型打字机最终停产，改为生产便携机型；公司还开始以“奥利弗标准”之名销售德国设计的“西马克标准”产品。1958年，英国奥利弗公司收购诺丁汉的拜伦打字机公司（Byron Typewriter Company），即之前的巴洛克打字机公司（Barlock Typewriter Company）。许可经营的道路最后以失败告终，公司机床转移到德国境内工厂。1959年5月，奥利弗打字机全面停产。

## 打字机

### 设计

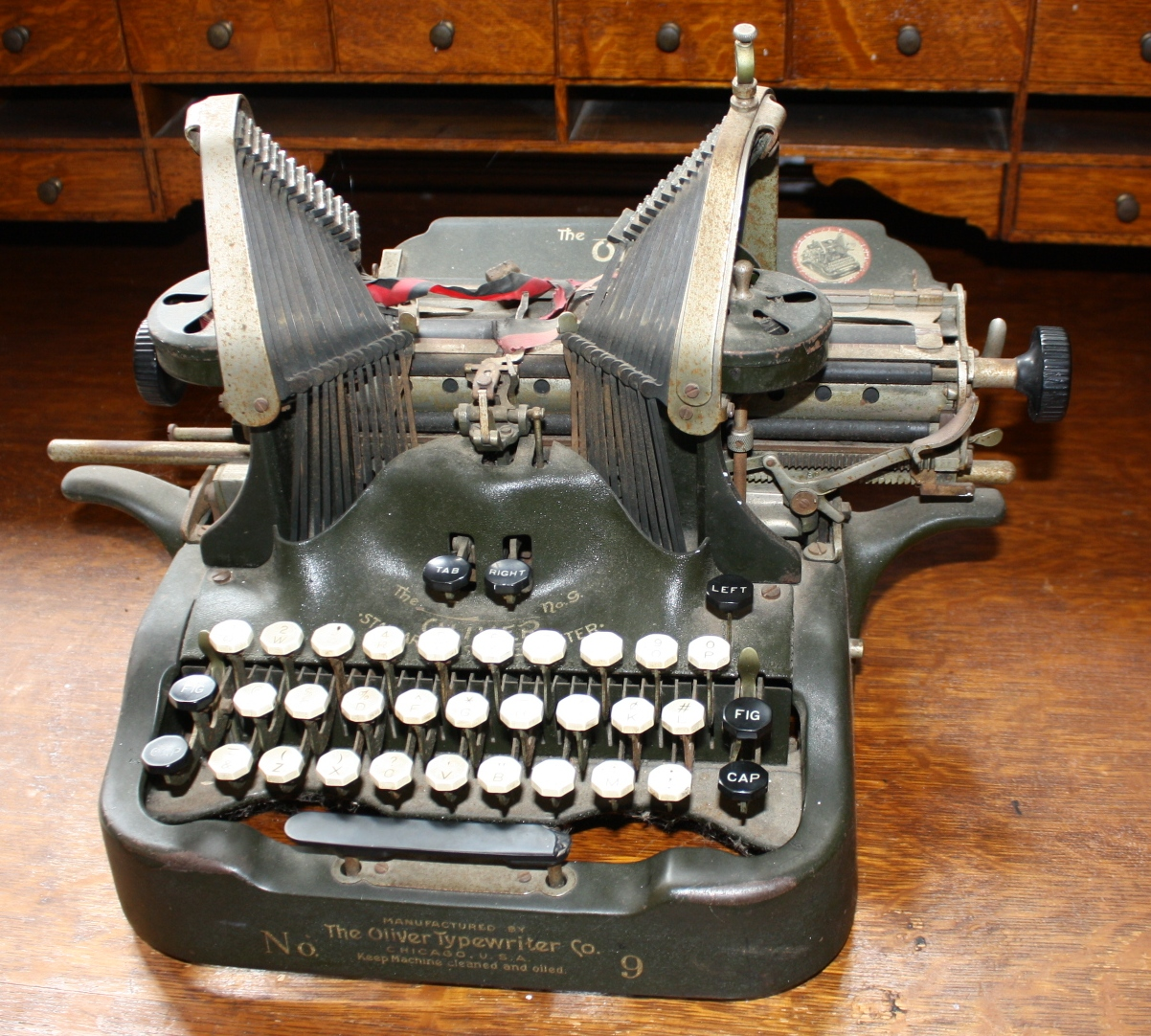
No.9型奥利弗打字机

奥利弗打字机的整体设计自始至终基本保持一致，所有产品都是“下击式”打字机，即用户敲键时，各键是从上往下打到压盘上，而不是从下往上（“上击式”）或从前往后（“前击式”）。与“上击式”相比，“下击式”属“可视打印”设计，操作员可以一边打字一边看到输出的字符。“下击式”产生的冲击力也比较大，这令奥利弗打字机在版面模子和曲面打字（使用碳式复写纸）时效果更好，更有竞争力。“前击式”也是在1889至1891年间取得专利，同样支持可视打印，但却直到1897年时才有不会干扰打字员视线的安德伍德 1型面世，比奥利弗. 1型要晚约三年。
奥利弗打字机的压盘弯成弓形，呈倒状，靠在机器两侧的“塔架”上。这样的设计令打字机只能放下QWERTY式的三行键盘，能够增加的按键数量也因此受限，加键越多，堆叠在一起的敲键压盘也会越大。由于增加按键会导致机器尺寸和使用难度加大，因此无法再增加用于数字的第四行键盘。虽然公司在1922年设计出四行键盘的原型机，但受财务困境影响，新设计并未落实。不过，之后英国奥利弗打字机公司生产的. 20、. 21型以及多种便携机型都带有四行键盘。

### 彩色机型
购买奥利弗打字机的客户可以选择橄榄绿或镀镍机身，键盘也有白色或黑色两种。从. 3型开始的打字机大多漆成绿色，但也有销往气温较高或潮湿地区的变种机型表面是镀铬工艺。从. 11型开始，机身颜色从绿色改为黑色。英国奥利弗打字机公司在第二次世界大战期间为满足政府战争需要而生产的机器表面有抛光工艺处理，称为“战争抛光”（也有“战争结束”之意）。

### 型号

#### 美国

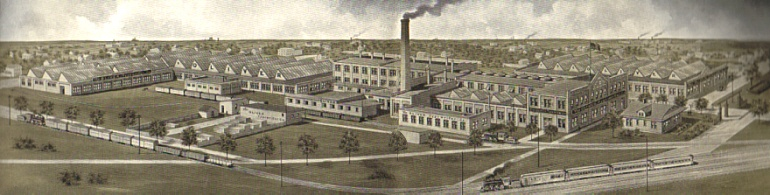
美国出产型号是在位于伊利诺伊州伍德斯托克的工厂生产

1894至1928年间在美国生产打字机型号如下：
| 型号  | 生产年份  | 产量（台） | 备注                                                           |
| ----- | --------- | ---------- | -------------------------------------------------------------- |
| 1     | 1894–1896 | 5,000      | 初款型号，表面全部镀镍，铭牌“”上的字母“”呈闭合状。             |
| 1½    | 1896      | 不明       | 非正式型号，第二款镀镍和闭合“”型号                             |
| 2     | 1896–1901 | 30,000     | 改善送纸系统，增加手柄，“”上的字母“”有开口（见篇首的公司商标） |
| 3/4   | 1902–1907 | 148,000    | 尺寸更大，采用彩色色带                                         |
| 5/6   | 1907–1914 | 311,000    | 增加退格键，侧面取消“”铭牌                                     |
| 7/8   | 1914–1915 | 57,000     | 左边距取消功能移至键盘右侧                                     |
| 9/10  | 1915–1922 | 449,000    | 增加左、右上档键，双色色带                                     |
| 11/12 | 1922–1928 | 35,000     | 最后一款在美国生产的型号，取消手柄，黑色机身。                 |

除 2型以外，所有偶数型号的打字机要多几个附加键（从28键增至32键），以便满足语言中有重音符号的国家需要。

#### 英国
以下是英国奥利弗打字机公司1930至1942年间生产的打字机型号：
| 型号    | 生产年份  | 产量（台） | 备注                                        |
| ------- | --------- | ---------- | ------------------------------------------- |
| . 11    | 1928–1931 | 不明       | 部分是美国公司的库存，部分是新公司生产      |
| . 15/16 | 1928–1947 | >34,346    |                                             |
| . 20    | 1935–1950 | >88,600    | 霍尔达-诺登标准打字机，但依旧沿用奥利弗品牌 |
| . 21    | 1949–1959 | 33,129     | 敲键上的“井”字键为闭合状                    |
| 便携型  | 1930–1959 | >83,500    | 分为一至五类的多种便携机型                  |

#### 其他国家
除美国和英国外，还有多个国家获得奥利弗打字机设计的生产许可。蒙特利尔的行型活字公司（The Linotype Company）和维也纳的格里格公司就曾生产. 3型的变种机型。这些获许可公司生产的打字机品牌多种多样，如“信使”（Courier，奥地利）、“菲弗”（Fiver，德国）、“斯托赞伯格”（Stolzenberg，欧洲大陆）和“里维罗”（Revilo，阿根廷）。阿根廷使用的“里维罗”品牌实际上就是把奥利弗的六个字母倒过来写，因为奥利弗品牌已经在该国注册，需要支付版税才能使用。